# Andrzej Wilk (samorządowiec)
Andrzej Zbigniew Wilk (ur. 9 października 1973 w Warszawie) – polski samorządowiec, w latach 2006–2014 prezydent Żyrardowa, od 2024 starosta powiatu żyrardowskiego.

## Życiorys
Ukończył studia na Wydziale Wychowania Fizycznego Akademii Wychowania Fizycznego w Warszawie. Pracował jako nauczyciel wychowania fizycznego w szkole w Grodzisku Mazowieckim, następnie zaś w agencji celnej „Polsped-Gerlach” w Słubicach oraz firmie „Maersk Logistics” w Mszczonowie.
W wyborach w 2002 uzyskał mandat radnego Żyrardowa z ramienia Platformy Obywatelskiej. Cztery lata później został wybrany na urząd prezydenta tego miasta, wygrywając z II turze z ubiegającym się o reelekcję Krzysztofem Ciołkiewiczem. W wyborach samorządowych w 2010 skutecznie ubiegał się o reelekcję, wygrywając w drugiej turze z Dariuszem Kaczanowskim. W 2014 nie kandydował na kolejną kadencję. W 2018 i 2024 był natomiast wybierany na radnego powiatu żyrardowskiego.
W maju 2024 został wybrany na urząd starosty żyrardowskiego.
Żonaty, ma dwóch synów.